# Cyclocross-Weltmeisterschaften 1967
Die Cyclocross-Weltmeisterschaften 1967 wurden am 19. Februar in Zürich ausgetragen. Erstmals wurden die Weltmeister bei Profis und Amateuren getrennt ermittelt. Die Wettkämpfe fanden auf der Allmend Brunau statt.

## Ergebnisse

### Profis
| Platz | Land        | Sportler         |
| ----- | ----------- | ---------------- |
| 1     | Italien     | Renato Longo     |
| 2     | Deutschland | Rolf Wolfshohl   |
| 3     | Schweiz     | Hermann Gretener |

### Amateure
| Platz | Land       | Sportler               |
| ----- | ---------- | ---------------------- |
| 1     | Frankreich | Michel Pelchat         |
| 2     | Belgien    | Jan Van den Haezevelde |
| 3     | Schweiz    | Peter Frischknecht     |